# 石坂 (北九州市)
石坂（いしさか）は、福岡県北九州市八幡西区の地名。石坂一丁目から三丁目の町がある。住居表示実施済み。郵便番号は807-1121。

## 地理
八幡西区の南部に位置し、北東に小嶺台、東に東石坂町、南に池田、西に上香月、北西に千代と接する。

### 河川
- 二級河川 黒川

## 地域の特徴
黒川より北側の一丁目，二丁目は高台の住宅地で、南側の三丁目には水田が広がる。町域の北東縁から東縁に沿って国道211号が走り、町域の中央やや南寄りを黒川が東から西に横断する。町域の西端近くには石坂トンネルの出入り口があり、山陽新幹線が地中を通過する。町域の中央を長崎街道を縦断し、北端で国道211号と交差する。

一丁目に県指定文化財の立場茶屋銀杏屋、二丁目に石坂公民館がある。

## 歴史
江戸期には上香月村の枝郷石坂村と呼ばれていた地域。長崎街道を黒川から北に上る坂は石坂の急坂と呼ばれ、江戸時代には黒崎宿と木屋瀬宿の間の難所であった。この坂では大名も駕籠を降りて歩き、頂上の立場茶屋銀杏屋で休息をとったといわれている。立場茶屋銀杏屋は庭にある大きな銀杏の木から銀杏屋敷とも呼ばれており、県内長崎街道において完全な状態で現存する唯一の茶屋建築である。

### 町名の由来
大字香月の字、石坂に由来する。

### 沿革
- 1987年（昭和62年）6月1日 - 石坂一丁目 - 三丁目新設[7][8]。

### 町名の変遷
| 実施内容          | 実施年月日               | 実施後     | 実施前         |
| ----------------- | ------------------------ | ---------- | -------------- |
| 町名新設 住居表示 | 1987年（昭和62年）6月1日 | 石坂一丁目 | 大字香月の一部 |
| 町名新設 住居表示 | 1987年（昭和62年）6月1日 | 石坂二丁目 | 大字香月の一部 |
| 町名新設 住居表示 | 1987年（昭和62年）6月1日 | 石坂三丁目 | 大字香月の一部 |

## 世帯数と人口
2025年（令和7年）3月31日現在（北九州市発表）の世帯数と人口は以下の通りである。
| 町         | 世帯数  | 人口  |
| ---------- | ------- | ----- |
| 石坂一丁目 | 271世帯 | 567人 |
| 石坂二丁目 | 196世帯 | 282人 |
| 石坂三丁目 | 56世帯  | 118人 |
| 計         | 523世帯 | 967人 |

### 人口の変遷
国勢調査による人口の推移。
| 1995年（平成7年）  | 1,029人 | [ 9 ]  |  |
| 2000年（平成12年） | 1,082人 | [ 10 ] |  |
| 2005年（平成17年） | 1,062人 | [ 11 ] |  |
| 2010年（平成22年） | 979人   | [ 12 ] |  |
| 2015年（平成27年） | 1,128人 | [ 13 ] |  |
| 2020年（令和2年）  | 1,099人 | [ 14 ] |  |

### 世帯数の変遷
国勢調査による世帯数の推移。
| 1995年（平成7年）  | 369世帯 | [ 9 ]  |  |
| 2000年（平成12年） | 401世帯 | [ 10 ] |  |
| 2005年（平成17年） | 416世帯 | [ 11 ] |  |
| 2010年（平成22年） | 404世帯 | [ 12 ] |  |
| 2015年（平成27年） | 490世帯 | [ 13 ] |  |
| 2020年（令和2年）  | 466世帯 | [ 14 ] |  |

## 学区
市立小・中学校に通う場合、学区は以下の通りとなる。
| 町         | 街区・戸番                          | 小学校               | 中学校               |
| ---------- | ----------------------------------- | -------------------- | -------------------- |
| 石坂一丁目 | 1番1 - 9号, 2 - 4番, 5番7号以上     | 北九州市立池田小学校 | 北九州市立千代中学校 |
| 石坂二丁目 | 全域                                | 北九州市立池田小学校 | 北九州市立千代中学校 |
| 石坂三丁目 | 全域                                | 北九州市立池田小学校 | 北九州市立千代中学校 |
| 石坂一丁目 | 1番10号以上, 5番1 - 6号, 6番 - 23番 | 北九州市立千代小学校 | 北九州市立千代中学校 |

## 交通

### バス
域内のバス停と系統は以下の通りである。
| 運行事業者 | 運行事業者 | 西鉄バス北九州 | 西鉄バス北九州 | 西鉄バス北九州 |
| 系統       | 系統       | 50             | 53             | 快速           |
| 停留所     | 新石坂     | ○              | ○              | ○              |

### 道路
- 国道211号

## 施設

### 公共施設
- 石坂公民館

### 公園
- 石坂北公園
- 上石坂公園

## 史跡
- 立場茶屋銀杏屋